# Wężyk (wojskowość)

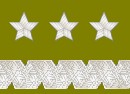
Wężyk na otoku generała broni

Naramiennik kontradmirała

Wężyk – haft ze srebrnego lub złotego galonu na kołnierzach mundurów Wojska Polskiego.
Nawiązuje do czerwonych wężyków i lampasów na mundurach żołnierzy Legionów Polskich.
22 lipca 1919 roku Minister Spraw Wojskowych wydał rozkaz „o prawie i sposobie noszenia odznaki w kształcie wężyka na kołnierzu”.
„Wężyk generalski” (borta generalska) – srebrny lub złoty noszony jest na otokach czapek, rękawach mundurów i prezentowany na proporczykach generalskich i marszałkowskich.

## Inne służby mundurowe
Wężyk stosują także dowódcy niektórych spośród innych służb mundurowych. Ci, których stopnie są odpowiednikami generałów w wojsku:

Nadinspektor Policji
Generał brygadier Państwowej Straży Pożarnej
Komendant główny Straży Ochrony Kolei
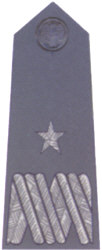
Generał Służby Więziennej